# Suzuki GSX 750F
La GSX-750F es una motocicleta fabricada por Suzuki en Japón de 1985 a 2007, dentro de su serie de motos de turismo deportivas. En EE. UU. se conoció como Suzuki Katana, homónima en el sobrenombre a la Suzuki GSX 1100 S Katana aunque no es un modelo derivado directamente de la antes mencionada.

## Características
Su propulsor es heredado de los modelos GSX-R 750 con modificaciones en las válvulas y árbol de levas. Alimentada por cuatro carburadores de 36mm Mikuni de cortina plana o guillotina y sensor de posición de la mariposa. Sistema de escape 4 a 1 catalizado.
Debido a la naturaleza de turismo deportiva, la curva de potencia, a diferencia de las versiones "R" (deportivas y superdeportivas) es más lineal, con mayor par motor en bajas y medias revoluciones .
Sistema de alumbrado equipado con dobles luces delanteras.
Carenado completo. La posición de manejo es tendiente de deportiva a media, para comodidad en viajes largos.